# Joseph-François Soleirol
Joseph-François (de) Soleirol, né le 13 juillet 1781 à Verdun et mort le 5 mars 1853 à Metz, est un botaniste français, ingénieur de l'armée française.
Joseph-François Soleirol ne doit pas être confondu avec son frère Henri-Augustin Soleirol, c'est ce dernier qui herborisa en Corse et à qui plusieurs noms scientifiques, dont nom du genre Soleirolia, sont dédiés.

## Biographie
Il est le fils de Jacques de Soleirol ca 1725- (Commandant d'une compagnie de mineurs, puis chef de Brigade d'Artillerie) et de Marie Scholastique Thiébaut. Il se marie le 20 nivôse an XIII (10 janvier 1805), à Jouy-aux-Arches (57), avec Madeleine-Henriette Sthème de Jubécourt dont il aura deux enfants : Geneviève et Alexandrine.
Dès 1800, il étudie à l'École polytechnique. Ensuite, il entreprend une carrière militaire dans laquelle il atteint le rang de capitaine en 1807.
Plus tard, il sert comme instructeur à l'École d'application de l'artillerie et du génie à Metz. En 1841, il est membre de l'Académie royale de Metz.
En 1843, il est le cofondateur de la Société d'horticulture de Metz.
Il a aussi une passion pour la musique, il est directeur de la société philharmonique de Metz.

## Travaux
- Joseph-François Soleirol a déposé, dans les archives de la Société d'horticulture de la Moselle, différents rapports sur des visites faites aux principaux jardins potagers et fruitiers des environs de Metz. Plusieurs de ces rapports, semés de considérations utiles, ont été imprimés. Il a laissé également des notes intéressantes sur l'application du pincement aux camélias, sur la culture des chrysanthèmes, et des indications recommandables concernant quelques plantes étrangères dans les départements de l'Est de la France[6].

En 1841 , il a communiqué un recueil de 108 pages in-folio de notes historiques et explicatives ayant pour objet la nomenclature des fleurs avec leurs symboles.
Comme membre de la Commission de surveillance du Jardin botanique, Soleirol a travaillé à la classification des plantes de la province.
- Cahier classique sur le cours de construction, à l'usage des élèves de l'École royale de l'artillerie et du génie, (1819) ;
- Recueil d'expériences sur les mortiers de construction, suivi d'observations sur la manière d'opérer dans les recherches de ce genre, (1835) ;
- Recherches sur la stabilité des batardeaux en maçonnerie, (1841) ;
- Quelques faits relatifs aux Ardennes observés en 1841, (1845)[4]
- Une application de la géométrie descriptive, (1856–57)[5].